# Saturnia junonia
Saturnia junonia är en fjärilsart som beskrevs av Shaw 1806. Saturnia junonia ingår i släktet Saturnia och familjen påfågelsspinnare. Inga underarter finns listade.